# 別日夫
50°28′47″N 28°47′42″E / 50.47972°N 28.79500°E
別日夫（烏克蘭語：Бежів）是位於烏克蘭北部日托米爾州裏日托米爾區的村莊，始建於1608年，面積2.41平方公里，海拔高度207米，2024年人口481。